# 香翰屏

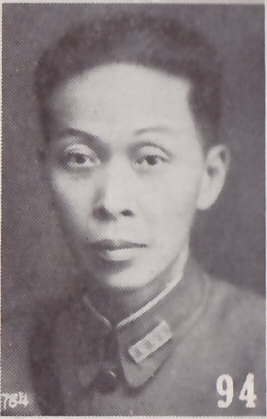
香翰屏將軍

香翰屏（1890年3月9日—1978年8月17日），號墨林。廣東合浦縣人（現屬廣西浦北縣石埇鎮坡子坪村）。陸軍中將加上將銜。中國國民黨中央監察委員會委員，國民大會廣東代表。歷任軍長，第四路軍副總司令，第九集團軍副總司令。抗戰期間，率部參加了淞滬會戰和徐州會戰。

## 生平
1912年，香翰屏入讀廣州法政學校，同年加入國民黨。1919年底入廣東護國軍第五軍軍官講武堂學習陸軍。畢業後到陽江護國軍任下級軍官。不久，所在部隊編入以鄧鏗為師長的建國粵軍第一師，在該師陳銘樞的第四團先後任連長、副營長、中校營長等職。1925年8月－1926年7月任國民革命軍第四軍第十一師第三十二團團長（該軍軍長李濟深、師長陳濟棠）。1926年6月任第六十二師師長（屬原第四集團軍整編後的師）。1928年3月19日任國民革命軍第四軍第十二師師長（該軍軍長陳濟棠。北伐時期的）。1931年6月2日任第一集團軍第二軍軍長（該集團軍總司令陳濟棠）。1931年12月國民黨“四大”選任第四屆中央監察委員會委員。 1933年9月－11月任南路軍第二軍軍長（總司今陳濟棠、副總司令白崇禧）。1933年11月8日辭免駐廣東第一集團軍第二軍軍長（陳濟棠接任，香翰屏任第六師師長）。1935年11月國民黨“五大”直接選任第五屆中央監察委員會委員。 
1936年10月28日任命國民革命軍中將。 1937年11月10日任第三戰區第九集團軍副總司令、代總司令。抗戰期間，香率部參加了淞滬會戰和徐州會戰。後回粵復任第四路軍副總司令，兼任廣東民眾抗日自衛團統率委員會主任委員。1939年1月－1945年1月任閩粵贛邊區總司令。1940年在職第四戰區兼任“挺進縱隊東江指揮所”主任。抗戰勝利後，任廣州行轅副主任、廣州綏靖公署副主任。1946年7月27日，正式退役。1945年5月國民黨“六大”選任第六屆中央監察委員會委員（該“委員會”成立於1939年9月）。1947年7月國民黨“七大”選任第七屆中央監察委員會委員。1948年3月任第一屆國民大會廣東代表。1949年2月12日任廣東省政府委員。
1949年夏，香移居香港。1978年8月17日在香港病逝，享年88歲。
家庭：
香翰屏將軍的公子香灼磯，是香港著名建築師